# Club d'aviron Raspas
Maillots
Le Club d'aviron Raspas (Club de Remo Raspas del Embarcadero en castillan mais plus connu sous Raspas) est un club d'aviron de Getxo dans le quartier d‘Areeta. Les couleurs sont le rose et leur trainière s'appelle Areetarra.

## Histoire
Nous savons qu'une trainière a été mise à l'eau, au moins en 1934, sous le nom de Sociedad de Remo del Embarcadero.

## Palmarès
- Ligue basque B (1): 1994
- Championnat de trainières de Biscaye (0): second en 1997
- Drapeau de Portugalete (1): 1994
- Drapeau Fortuna (1): 1994
- El Corte Inglés-promotion de Biscaye (2): 1994, 1996
- Drapeau Erandio (1): 1997
- Ligue de Biscaye (0): second en 1997
- Grand Prix du Nervion (Ligue de Biscaye) (1): 1997
- Drapeau de Portu Zaharra (1): 1998 (Getxo Arraun Taldea)

### Sources
- (eu) Cet article est partiellement ou en totalité issu de l’article de Wikipédia en basque intitulé « Raspas del Embarcadero » (voir la liste des auteurs).